# Шах (шахмат)
Вижте пояснителната страница за други значения на Шах.
Шах е ситуация в шахмата и неговите варианти, когато царят е заплашен и има опасност да бъде заловен на следващия ход. Заплашената страна задължително трябва да защити царя веднага на следващия ход. Шах може да се премахне по три начина:
|   | a | b | c | d | e | f | g | h |   |
| 8 | черен топ на бяло поле a8 · черен кръст на бяло поле e8 · черен кръст на черно поле f8 · черен кръст на черно поле e7 · черен цар на бяло поле f7 · черен кръст на черно поле g7 · черен кръст на черно поле f6 · черен кръст на бяло поле g6 · черна пешка на черно поле b4 · черен кръг на бяло поле b3 · бял офицер на бяло поле a2 · бял цар на черно поле d2 | черен топ на бяло поле a8 · черен кръст на бяло поле e8 · черен кръст на черно поле f8 · черен кръст на черно поле e7 · черен цар на бяло поле f7 · черен кръст на черно поле g7 · черен кръст на черно поле f6 · черен кръст на бяло поле g6 · черна пешка на черно поле b4 · черен кръг на бяло поле b3 · бял офицер на бяло поле a2 · бял цар на черно поле d2 | черен топ на бяло поле a8 · черен кръст на бяло поле e8 · черен кръст на черно поле f8 · черен кръст на черно поле e7 · черен цар на бяло поле f7 · черен кръст на черно поле g7 · черен кръст на черно поле f6 · черен кръст на бяло поле g6 · черна пешка на черно поле b4 · черен кръг на бяло поле b3 · бял офицер на бяло поле a2 · бял цар на черно поле d2 | черен топ на бяло поле a8 · черен кръст на бяло поле e8 · черен кръст на черно поле f8 · черен кръст на черно поле e7 · черен цар на бяло поле f7 · черен кръст на черно поле g7 · черен кръст на черно поле f6 · черен кръст на бяло поле g6 · черна пешка на черно поле b4 · черен кръг на бяло поле b3 · бял офицер на бяло поле a2 · бял цар на черно поле d2 | черен топ на бяло поле a8 · черен кръст на бяло поле e8 · черен кръст на черно поле f8 · черен кръст на черно поле e7 · черен цар на бяло поле f7 · черен кръст на черно поле g7 · черен кръст на черно поле f6 · черен кръст на бяло поле g6 · черна пешка на черно поле b4 · черен кръг на бяло поле b3 · бял офицер на бяло поле a2 · бял цар на черно поле d2 | черен топ на бяло поле a8 · черен кръст на бяло поле e8 · черен кръст на черно поле f8 · черен кръст на черно поле e7 · черен цар на бяло поле f7 · черен кръст на черно поле g7 · черен кръст на черно поле f6 · черен кръст на бяло поле g6 · черна пешка на черно поле b4 · черен кръг на бяло поле b3 · бял офицер на бяло поле a2 · бял цар на черно поле d2 | черен топ на бяло поле a8 · черен кръст на бяло поле e8 · черен кръст на черно поле f8 · черен кръст на черно поле e7 · черен цар на бяло поле f7 · черен кръст на черно поле g7 · черен кръст на черно поле f6 · черен кръст на бяло поле g6 · черна пешка на черно поле b4 · черен кръг на бяло поле b3 · бял офицер на бяло поле a2 · бял цар на черно поле d2 | черен топ на бяло поле a8 · черен кръст на бяло поле e8 · черен кръст на черно поле f8 · черен кръст на черно поле e7 · черен цар на бяло поле f7 · черен кръст на черно поле g7 · черен кръст на черно поле f6 · черен кръст на бяло поле g6 · черна пешка на черно поле b4 · черен кръг на бяло поле b3 · бял офицер на бяло поле a2 · бял цар на черно поле d2 | 8 |
| 7 | черен топ на бяло поле a8 · черен кръст на бяло поле e8 · черен кръст на черно поле f8 · черен кръст на черно поле e7 · черен цар на бяло поле f7 · черен кръст на черно поле g7 · черен кръст на черно поле f6 · черен кръст на бяло поле g6 · черна пешка на черно поле b4 · черен кръг на бяло поле b3 · бял офицер на бяло поле a2 · бял цар на черно поле d2 | черен топ на бяло поле a8 · черен кръст на бяло поле e8 · черен кръст на черно поле f8 · черен кръст на черно поле e7 · черен цар на бяло поле f7 · черен кръст на черно поле g7 · черен кръст на черно поле f6 · черен кръст на бяло поле g6 · черна пешка на черно поле b4 · черен кръг на бяло поле b3 · бял офицер на бяло поле a2 · бял цар на черно поле d2 | черен топ на бяло поле a8 · черен кръст на бяло поле e8 · черен кръст на черно поле f8 · черен кръст на черно поле e7 · черен цар на бяло поле f7 · черен кръст на черно поле g7 · черен кръст на черно поле f6 · черен кръст на бяло поле g6 · черна пешка на черно поле b4 · черен кръг на бяло поле b3 · бял офицер на бяло поле a2 · бял цар на черно поле d2 | черен топ на бяло поле a8 · черен кръст на бяло поле e8 · черен кръст на черно поле f8 · черен кръст на черно поле e7 · черен цар на бяло поле f7 · черен кръст на черно поле g7 · черен кръст на черно поле f6 · черен кръст на бяло поле g6 · черна пешка на черно поле b4 · черен кръг на бяло поле b3 · бял офицер на бяло поле a2 · бял цар на черно поле d2 | черен топ на бяло поле a8 · черен кръст на бяло поле e8 · черен кръст на черно поле f8 · черен кръст на черно поле e7 · черен цар на бяло поле f7 · черен кръст на черно поле g7 · черен кръст на черно поле f6 · черен кръст на бяло поле g6 · черна пешка на черно поле b4 · черен кръг на бяло поле b3 · бял офицер на бяло поле a2 · бял цар на черно поле d2 | черен топ на бяло поле a8 · черен кръст на бяло поле e8 · черен кръст на черно поле f8 · черен кръст на черно поле e7 · черен цар на бяло поле f7 · черен кръст на черно поле g7 · черен кръст на черно поле f6 · черен кръст на бяло поле g6 · черна пешка на черно поле b4 · черен кръг на бяло поле b3 · бял офицер на бяло поле a2 · бял цар на черно поле d2 | черен топ на бяло поле a8 · черен кръст на бяло поле e8 · черен кръст на черно поле f8 · черен кръст на черно поле e7 · черен цар на бяло поле f7 · черен кръст на черно поле g7 · черен кръст на черно поле f6 · черен кръст на бяло поле g6 · черна пешка на черно поле b4 · черен кръг на бяло поле b3 · бял офицер на бяло поле a2 · бял цар на черно поле d2 | черен топ на бяло поле a8 · черен кръст на бяло поле e8 · черен кръст на черно поле f8 · черен кръст на черно поле e7 · черен цар на бяло поле f7 · черен кръст на черно поле g7 · черен кръст на черно поле f6 · черен кръст на бяло поле g6 · черна пешка на черно поле b4 · черен кръг на бяло поле b3 · бял офицер на бяло поле a2 · бял цар на черно поле d2 | 7 |
| 6 | черен топ на бяло поле a8 · черен кръст на бяло поле e8 · черен кръст на черно поле f8 · черен кръст на черно поле e7 · черен цар на бяло поле f7 · черен кръст на черно поле g7 · черен кръст на черно поле f6 · черен кръст на бяло поле g6 · черна пешка на черно поле b4 · черен кръг на бяло поле b3 · бял офицер на бяло поле a2 · бял цар на черно поле d2 | черен топ на бяло поле a8 · черен кръст на бяло поле e8 · черен кръст на черно поле f8 · черен кръст на черно поле e7 · черен цар на бяло поле f7 · черен кръст на черно поле g7 · черен кръст на черно поле f6 · черен кръст на бяло поле g6 · черна пешка на черно поле b4 · черен кръг на бяло поле b3 · бял офицер на бяло поле a2 · бял цар на черно поле d2 | черен топ на бяло поле a8 · черен кръст на бяло поле e8 · черен кръст на черно поле f8 · черен кръст на черно поле e7 · черен цар на бяло поле f7 · черен кръст на черно поле g7 · черен кръст на черно поле f6 · черен кръст на бяло поле g6 · черна пешка на черно поле b4 · черен кръг на бяло поле b3 · бял офицер на бяло поле a2 · бял цар на черно поле d2 | черен топ на бяло поле a8 · черен кръст на бяло поле e8 · черен кръст на черно поле f8 · черен кръст на черно поле e7 · черен цар на бяло поле f7 · черен кръст на черно поле g7 · черен кръст на черно поле f6 · черен кръст на бяло поле g6 · черна пешка на черно поле b4 · черен кръг на бяло поле b3 · бял офицер на бяло поле a2 · бял цар на черно поле d2 | черен топ на бяло поле a8 · черен кръст на бяло поле e8 · черен кръст на черно поле f8 · черен кръст на черно поле e7 · черен цар на бяло поле f7 · черен кръст на черно поле g7 · черен кръст на черно поле f6 · черен кръст на бяло поле g6 · черна пешка на черно поле b4 · черен кръг на бяло поле b3 · бял офицер на бяло поле a2 · бял цар на черно поле d2 | черен топ на бяло поле a8 · черен кръст на бяло поле e8 · черен кръст на черно поле f8 · черен кръст на черно поле e7 · черен цар на бяло поле f7 · черен кръст на черно поле g7 · черен кръст на черно поле f6 · черен кръст на бяло поле g6 · черна пешка на черно поле b4 · черен кръг на бяло поле b3 · бял офицер на бяло поле a2 · бял цар на черно поле d2 | черен топ на бяло поле a8 · черен кръст на бяло поле e8 · черен кръст на черно поле f8 · черен кръст на черно поле e7 · черен цар на бяло поле f7 · черен кръст на черно поле g7 · черен кръст на черно поле f6 · черен кръст на бяло поле g6 · черна пешка на черно поле b4 · черен кръг на бяло поле b3 · бял офицер на бяло поле a2 · бял цар на черно поле d2 | черен топ на бяло поле a8 · черен кръст на бяло поле e8 · черен кръст на черно поле f8 · черен кръст на черно поле e7 · черен цар на бяло поле f7 · черен кръст на черно поле g7 · черен кръст на черно поле f6 · черен кръст на бяло поле g6 · черна пешка на черно поле b4 · черен кръг на бяло поле b3 · бял офицер на бяло поле a2 · бял цар на черно поле d2 | 6 |
| 5 | черен топ на бяло поле a8 · черен кръст на бяло поле e8 · черен кръст на черно поле f8 · черен кръст на черно поле e7 · черен цар на бяло поле f7 · черен кръст на черно поле g7 · черен кръст на черно поле f6 · черен кръст на бяло поле g6 · черна пешка на черно поле b4 · черен кръг на бяло поле b3 · бял офицер на бяло поле a2 · бял цар на черно поле d2 | черен топ на бяло поле a8 · черен кръст на бяло поле e8 · черен кръст на черно поле f8 · черен кръст на черно поле e7 · черен цар на бяло поле f7 · черен кръст на черно поле g7 · черен кръст на черно поле f6 · черен кръст на бяло поле g6 · черна пешка на черно поле b4 · черен кръг на бяло поле b3 · бял офицер на бяло поле a2 · бял цар на черно поле d2 | черен топ на бяло поле a8 · черен кръст на бяло поле e8 · черен кръст на черно поле f8 · черен кръст на черно поле e7 · черен цар на бяло поле f7 · черен кръст на черно поле g7 · черен кръст на черно поле f6 · черен кръст на бяло поле g6 · черна пешка на черно поле b4 · черен кръг на бяло поле b3 · бял офицер на бяло поле a2 · бял цар на черно поле d2 | черен топ на бяло поле a8 · черен кръст на бяло поле e8 · черен кръст на черно поле f8 · черен кръст на черно поле e7 · черен цар на бяло поле f7 · черен кръст на черно поле g7 · черен кръст на черно поле f6 · черен кръст на бяло поле g6 · черна пешка на черно поле b4 · черен кръг на бяло поле b3 · бял офицер на бяло поле a2 · бял цар на черно поле d2 | черен топ на бяло поле a8 · черен кръст на бяло поле e8 · черен кръст на черно поле f8 · черен кръст на черно поле e7 · черен цар на бяло поле f7 · черен кръст на черно поле g7 · черен кръст на черно поле f6 · черен кръст на бяло поле g6 · черна пешка на черно поле b4 · черен кръг на бяло поле b3 · бял офицер на бяло поле a2 · бял цар на черно поле d2 | черен топ на бяло поле a8 · черен кръст на бяло поле e8 · черен кръст на черно поле f8 · черен кръст на черно поле e7 · черен цар на бяло поле f7 · черен кръст на черно поле g7 · черен кръст на черно поле f6 · черен кръст на бяло поле g6 · черна пешка на черно поле b4 · черен кръг на бяло поле b3 · бял офицер на бяло поле a2 · бял цар на черно поле d2 | черен топ на бяло поле a8 · черен кръст на бяло поле e8 · черен кръст на черно поле f8 · черен кръст на черно поле e7 · черен цар на бяло поле f7 · черен кръст на черно поле g7 · черен кръст на черно поле f6 · черен кръст на бяло поле g6 · черна пешка на черно поле b4 · черен кръг на бяло поле b3 · бял офицер на бяло поле a2 · бял цар на черно поле d2 | черен топ на бяло поле a8 · черен кръст на бяло поле e8 · черен кръст на черно поле f8 · черен кръст на черно поле e7 · черен цар на бяло поле f7 · черен кръст на черно поле g7 · черен кръст на черно поле f6 · черен кръст на бяло поле g6 · черна пешка на черно поле b4 · черен кръг на бяло поле b3 · бял офицер на бяло поле a2 · бял цар на черно поле d2 | 5 |
| 4 | черен топ на бяло поле a8 · черен кръст на бяло поле e8 · черен кръст на черно поле f8 · черен кръст на черно поле e7 · черен цар на бяло поле f7 · черен кръст на черно поле g7 · черен кръст на черно поле f6 · черен кръст на бяло поле g6 · черна пешка на черно поле b4 · черен кръг на бяло поле b3 · бял офицер на бяло поле a2 · бял цар на черно поле d2 | черен топ на бяло поле a8 · черен кръст на бяло поле e8 · черен кръст на черно поле f8 · черен кръст на черно поле e7 · черен цар на бяло поле f7 · черен кръст на черно поле g7 · черен кръст на черно поле f6 · черен кръст на бяло поле g6 · черна пешка на черно поле b4 · черен кръг на бяло поле b3 · бял офицер на бяло поле a2 · бял цар на черно поле d2 | черен топ на бяло поле a8 · черен кръст на бяло поле e8 · черен кръст на черно поле f8 · черен кръст на черно поле e7 · черен цар на бяло поле f7 · черен кръст на черно поле g7 · черен кръст на черно поле f6 · черен кръст на бяло поле g6 · черна пешка на черно поле b4 · черен кръг на бяло поле b3 · бял офицер на бяло поле a2 · бял цар на черно поле d2 | черен топ на бяло поле a8 · черен кръст на бяло поле e8 · черен кръст на черно поле f8 · черен кръст на черно поле e7 · черен цар на бяло поле f7 · черен кръст на черно поле g7 · черен кръст на черно поле f6 · черен кръст на бяло поле g6 · черна пешка на черно поле b4 · черен кръг на бяло поле b3 · бял офицер на бяло поле a2 · бял цар на черно поле d2 | черен топ на бяло поле a8 · черен кръст на бяло поле e8 · черен кръст на черно поле f8 · черен кръст на черно поле e7 · черен цар на бяло поле f7 · черен кръст на черно поле g7 · черен кръст на черно поле f6 · черен кръст на бяло поле g6 · черна пешка на черно поле b4 · черен кръг на бяло поле b3 · бял офицер на бяло поле a2 · бял цар на черно поле d2 | черен топ на бяло поле a8 · черен кръст на бяло поле e8 · черен кръст на черно поле f8 · черен кръст на черно поле e7 · черен цар на бяло поле f7 · черен кръст на черно поле g7 · черен кръст на черно поле f6 · черен кръст на бяло поле g6 · черна пешка на черно поле b4 · черен кръг на бяло поле b3 · бял офицер на бяло поле a2 · бял цар на черно поле d2 | черен топ на бяло поле a8 · черен кръст на бяло поле e8 · черен кръст на черно поле f8 · черен кръст на черно поле e7 · черен цар на бяло поле f7 · черен кръст на черно поле g7 · черен кръст на черно поле f6 · черен кръст на бяло поле g6 · черна пешка на черно поле b4 · черен кръг на бяло поле b3 · бял офицер на бяло поле a2 · бял цар на черно поле d2 | черен топ на бяло поле a8 · черен кръст на бяло поле e8 · черен кръст на черно поле f8 · черен кръст на черно поле e7 · черен цар на бяло поле f7 · черен кръст на черно поле g7 · черен кръст на черно поле f6 · черен кръст на бяло поле g6 · черна пешка на черно поле b4 · черен кръг на бяло поле b3 · бял офицер на бяло поле a2 · бял цар на черно поле d2 | 4 |
| 3 | черен топ на бяло поле a8 · черен кръст на бяло поле e8 · черен кръст на черно поле f8 · черен кръст на черно поле e7 · черен цар на бяло поле f7 · черен кръст на черно поле g7 · черен кръст на черно поле f6 · черен кръст на бяло поле g6 · черна пешка на черно поле b4 · черен кръг на бяло поле b3 · бял офицер на бяло поле a2 · бял цар на черно поле d2 | черен топ на бяло поле a8 · черен кръст на бяло поле e8 · черен кръст на черно поле f8 · черен кръст на черно поле e7 · черен цар на бяло поле f7 · черен кръст на черно поле g7 · черен кръст на черно поле f6 · черен кръст на бяло поле g6 · черна пешка на черно поле b4 · черен кръг на бяло поле b3 · бял офицер на бяло поле a2 · бял цар на черно поле d2 | черен топ на бяло поле a8 · черен кръст на бяло поле e8 · черен кръст на черно поле f8 · черен кръст на черно поле e7 · черен цар на бяло поле f7 · черен кръст на черно поле g7 · черен кръст на черно поле f6 · черен кръст на бяло поле g6 · черна пешка на черно поле b4 · черен кръг на бяло поле b3 · бял офицер на бяло поле a2 · бял цар на черно поле d2 | черен топ на бяло поле a8 · черен кръст на бяло поле e8 · черен кръст на черно поле f8 · черен кръст на черно поле e7 · черен цар на бяло поле f7 · черен кръст на черно поле g7 · черен кръст на черно поле f6 · черен кръст на бяло поле g6 · черна пешка на черно поле b4 · черен кръг на бяло поле b3 · бял офицер на бяло поле a2 · бял цар на черно поле d2 | черен топ на бяло поле a8 · черен кръст на бяло поле e8 · черен кръст на черно поле f8 · черен кръст на черно поле e7 · черен цар на бяло поле f7 · черен кръст на черно поле g7 · черен кръст на черно поле f6 · черен кръст на бяло поле g6 · черна пешка на черно поле b4 · черен кръг на бяло поле b3 · бял офицер на бяло поле a2 · бял цар на черно поле d2 | черен топ на бяло поле a8 · черен кръст на бяло поле e8 · черен кръст на черно поле f8 · черен кръст на черно поле e7 · черен цар на бяло поле f7 · черен кръст на черно поле g7 · черен кръст на черно поле f6 · черен кръст на бяло поле g6 · черна пешка на черно поле b4 · черен кръг на бяло поле b3 · бял офицер на бяло поле a2 · бял цар на черно поле d2 | черен топ на бяло поле a8 · черен кръст на бяло поле e8 · черен кръст на черно поле f8 · черен кръст на черно поле e7 · черен цар на бяло поле f7 · черен кръст на черно поле g7 · черен кръст на черно поле f6 · черен кръст на бяло поле g6 · черна пешка на черно поле b4 · черен кръг на бяло поле b3 · бял офицер на бяло поле a2 · бял цар на черно поле d2 | черен топ на бяло поле a8 · черен кръст на бяло поле e8 · черен кръст на черно поле f8 · черен кръст на черно поле e7 · черен цар на бяло поле f7 · черен кръст на черно поле g7 · черен кръст на черно поле f6 · черен кръст на бяло поле g6 · черна пешка на черно поле b4 · черен кръг на бяло поле b3 · бял офицер на бяло поле a2 · бял цар на черно поле d2 | 3 |
| 2 | черен топ на бяло поле a8 · черен кръст на бяло поле e8 · черен кръст на черно поле f8 · черен кръст на черно поле e7 · черен цар на бяло поле f7 · черен кръст на черно поле g7 · черен кръст на черно поле f6 · черен кръст на бяло поле g6 · черна пешка на черно поле b4 · черен кръг на бяло поле b3 · бял офицер на бяло поле a2 · бял цар на черно поле d2 | черен топ на бяло поле a8 · черен кръст на бяло поле e8 · черен кръст на черно поле f8 · черен кръст на черно поле e7 · черен цар на бяло поле f7 · черен кръст на черно поле g7 · черен кръст на черно поле f6 · черен кръст на бяло поле g6 · черна пешка на черно поле b4 · черен кръг на бяло поле b3 · бял офицер на бяло поле a2 · бял цар на черно поле d2 | черен топ на бяло поле a8 · черен кръст на бяло поле e8 · черен кръст на черно поле f8 · черен кръст на черно поле e7 · черен цар на бяло поле f7 · черен кръст на черно поле g7 · черен кръст на черно поле f6 · черен кръст на бяло поле g6 · черна пешка на черно поле b4 · черен кръг на бяло поле b3 · бял офицер на бяло поле a2 · бял цар на черно поле d2 | черен топ на бяло поле a8 · черен кръст на бяло поле e8 · черен кръст на черно поле f8 · черен кръст на черно поле e7 · черен цар на бяло поле f7 · черен кръст на черно поле g7 · черен кръст на черно поле f6 · черен кръст на бяло поле g6 · черна пешка на черно поле b4 · черен кръг на бяло поле b3 · бял офицер на бяло поле a2 · бял цар на черно поле d2 | черен топ на бяло поле a8 · черен кръст на бяло поле e8 · черен кръст на черно поле f8 · черен кръст на черно поле e7 · черен цар на бяло поле f7 · черен кръст на черно поле g7 · черен кръст на черно поле f6 · черен кръст на бяло поле g6 · черна пешка на черно поле b4 · черен кръг на бяло поле b3 · бял офицер на бяло поле a2 · бял цар на черно поле d2 | черен топ на бяло поле a8 · черен кръст на бяло поле e8 · черен кръст на черно поле f8 · черен кръст на черно поле e7 · черен цар на бяло поле f7 · черен кръст на черно поле g7 · черен кръст на черно поле f6 · черен кръст на бяло поле g6 · черна пешка на черно поле b4 · черен кръг на бяло поле b3 · бял офицер на бяло поле a2 · бял цар на черно поле d2 | черен топ на бяло поле a8 · черен кръст на бяло поле e8 · черен кръст на черно поле f8 · черен кръст на черно поле e7 · черен цар на бяло поле f7 · черен кръст на черно поле g7 · черен кръст на черно поле f6 · черен кръст на бяло поле g6 · черна пешка на черно поле b4 · черен кръг на бяло поле b3 · бял офицер на бяло поле a2 · бял цар на черно поле d2 | черен топ на бяло поле a8 · черен кръст на бяло поле e8 · черен кръст на черно поле f8 · черен кръст на черно поле e7 · черен цар на бяло поле f7 · черен кръст на черно поле g7 · черен кръст на черно поле f6 · черен кръст на бяло поле g6 · черна пешка на черно поле b4 · черен кръг на бяло поле b3 · бял офицер на бяло поле a2 · бял цар на черно поле d2 | 2 |
| 1 | черен топ на бяло поле a8 · черен кръст на бяло поле e8 · черен кръст на черно поле f8 · черен кръст на черно поле e7 · черен цар на бяло поле f7 · черен кръст на черно поле g7 · черен кръст на черно поле f6 · черен кръст на бяло поле g6 · черна пешка на черно поле b4 · черен кръг на бяло поле b3 · бял офицер на бяло поле a2 · бял цар на черно поле d2 | черен топ на бяло поле a8 · черен кръст на бяло поле e8 · черен кръст на черно поле f8 · черен кръст на черно поле e7 · черен цар на бяло поле f7 · черен кръст на черно поле g7 · черен кръст на черно поле f6 · черен кръст на бяло поле g6 · черна пешка на черно поле b4 · черен кръг на бяло поле b3 · бял офицер на бяло поле a2 · бял цар на черно поле d2 | черен топ на бяло поле a8 · черен кръст на бяло поле e8 · черен кръст на черно поле f8 · черен кръст на черно поле e7 · черен цар на бяло поле f7 · черен кръст на черно поле g7 · черен кръст на черно поле f6 · черен кръст на бяло поле g6 · черна пешка на черно поле b4 · черен кръг на бяло поле b3 · бял офицер на бяло поле a2 · бял цар на черно поле d2 | черен топ на бяло поле a8 · черен кръст на бяло поле e8 · черен кръст на черно поле f8 · черен кръст на черно поле e7 · черен цар на бяло поле f7 · черен кръст на черно поле g7 · черен кръст на черно поле f6 · черен кръст на бяло поле g6 · черна пешка на черно поле b4 · черен кръг на бяло поле b3 · бял офицер на бяло поле a2 · бял цар на черно поле d2 | черен топ на бяло поле a8 · черен кръст на бяло поле e8 · черен кръст на черно поле f8 · черен кръст на черно поле e7 · черен цар на бяло поле f7 · черен кръст на черно поле g7 · черен кръст на черно поле f6 · черен кръст на бяло поле g6 · черна пешка на черно поле b4 · черен кръг на бяло поле b3 · бял офицер на бяло поле a2 · бял цар на черно поле d2 | черен топ на бяло поле a8 · черен кръст на бяло поле e8 · черен кръст на черно поле f8 · черен кръст на черно поле e7 · черен цар на бяло поле f7 · черен кръст на черно поле g7 · черен кръст на черно поле f6 · черен кръст на бяло поле g6 · черна пешка на черно поле b4 · черен кръг на бяло поле b3 · бял офицер на бяло поле a2 · бял цар на черно поле d2 | черен топ на бяло поле a8 · черен кръст на бяло поле e8 · черен кръст на черно поле f8 · черен кръст на черно поле e7 · черен цар на бяло поле f7 · черен кръст на черно поле g7 · черен кръст на черно поле f6 · черен кръст на бяло поле g6 · черна пешка на черно поле b4 · черен кръг на бяло поле b3 · бял офицер на бяло поле a2 · бял цар на черно поле d2 | черен топ на бяло поле a8 · черен кръст на бяло поле e8 · черен кръст на черно поле f8 · черен кръст на черно поле e7 · черен цар на бяло поле f7 · черен кръст на черно поле g7 · черен кръст на черно поле f6 · черен кръст на бяло поле g6 · черна пешка на черно поле b4 · черен кръг на бяло поле b3 · бял офицер на бяло поле a2 · бял цар на черно поле d2 | 1 |
|   | a | b | c | d | e | f | g | h |   |

- Преместване на царя на неатакувано поле
- Прикриване чрез слагане фигура между царя и заплашващата фигура
- Вземане на заплашващата фигура.

Ако играчът няма защита срещу шах, му се обявява мат и той губи играта.
Шах може да бъде обявен с ход на всяка фигура или пешка. Царят обаче може да атакува противниковия цар само с открит шах, в противен случай самият атакуващ цар ще бъде изложен на шах, което е забранено. 
В алгебричната нотация шахът се обозначава със знак плюс (+).
Думата „шах“ идва  от титлата на монарха шах на персийски, арабски и някои други езици от Близкия и Средния изток.
Понякога играта шахмат бива наричана „шах“ накратко.